# Romain Lemarchand
Romain Lemarchand (Longjumeau, 26 luglio 1987) è un ex ciclista su strada francese.

## Biografia
È il figlio dell'ex ciclista François Lemarchand.

## Palmarès

### Strada
- 2009 (Auber 93, due vittorie)

Campionati francesi, Prova a cronometro Under-23
Chrono des Nations - Les Herbiers Vendée Under-23

## Piazzamenti

### Classiche monumento
- Giro delle Fiandre

2011: 130º
2012: ritirato
- Parigi-Roubaix

2011: 81º
2012: ritirato
2017: ritirato
- Liegi-Bastogne-Liegi

2015: ritirato